# Капітал бра
Capital Bra — (Владислав Баловацький) народився 23 листопада 1994 року в Сибіру, Росія — німецький репер з українським корінням. Він має свій власний лейбл «Bra Music». У Німеччині та Австрії — один з топів у музичних чартах. Він також є першим виконавцем, який був велику кількість разів протягом року в топах німецьких музичних чартах.
Capital Bra народився в Сибіру в 1994 році. Його батьки працювали в нафтовій галузі. Потім родина переїхала до Дніпра в Україну, де він провів частину дитинства. У віці семи років він переїхав з матір'ю до Берліна в округ Гогеншонхаузен. У молодості грав у футбол у « Динамо». Потім він потрапив у дрібне кримінальне середовище і відбув кілька покарань для неповнолітніх. Через бійки йому довелося частіше міняти школи і згодом кинув школу в дев'ятому класі.
Capital Bra почав писати реп-пісні у віці одинадцяти років. Після того, як він в основному був активним на берлінському андеграунді, він вперше з'явився у 2014 році на місцевому хіп-хоп-заході «Реп у середу» і зіграв там деякі битви. Завдяки своїй прихильності та швидко зростаючій популярності він був визнаний найкращим «новачком» шоу того ж сезону. 12 лютого 2016 року він випустив свій перший альбом, який випустили Hijackers. Завдяки швидко зростаючій увазі в попередні місяці, Capital ввійшов до альбому в топ-100 німецьких чартів, де за тиждень піднявся до числа 32. В Австрії він досяг цифри 61. Капітал був представлений в якості «обрані» на альбомі High and Hungrig 2, який вийшов у травні 2016 року і отримав золоту платівку за сингл Paff paff & weiter mit Gzuz.
Його стиль можна віднести до вуличного репу.
У нього двоє дітей.